# Enteisentes Wasser
Enteisentes Wasser ist Mineralwasser, dem Eisen entzogen wurde.
Der Ausdruck enteisentes Wasser ist vorwiegend auf Mineralwasserflaschen zu finden. Der Gleichklang der Wörter enteisent (Partizip Perfekt des Verbs enteisenen) und enteisend (Partizip Präsens des Verbs enteisen) führt gelegentlich zu Verwirrung. Das Partizip Präsens zu enteisenen lautet enteisenend.

## Verfahren
Dem Mineralwasser wird das Eisen aus ästhetischen Gründen entzogen. Zur Enteisenung wird dem Mineralwasser durch Belüften Sauerstoff zugeführt, so dass Eisen(II)-Ionen zu Eisen(III)-Ionen oxidiert werden. Das Eisen wird dadurch als bräunlicher Niederschlag ausgefällt und anschließend durch Filtration abgetrennt. So wird verhindert, dass sich das Getränk später durch schleichende Oxidation braun färbt.
Anlagen zur Enteisenung und Entmanganung werden zudem im privaten Bereich oder in der Landwirtschaft genutzt. In Wasseraufbereitungsanlagen wie z. B. Kiesfiltern oder Ionentauschern wird dem Wasser Sauerstoff hinzugefügt, was die Absonderung von Eisen oder auch Mangan begünstigt. Über regelmäßige Rückspülprozesse werden die Filter von Eisen- und Manganrückständen freigespült.